# Нагорный (Иркутская область)
Нагорный — упразднённый посёлок в Чунском районе Иркутской области России. Входил в состав Каменского муниципального образования. Исключен из учётных данных в 2024 году

## География
Находится примерно в 84 км к северу от районного центра.

## История
11 января 2023 года была создана комиссия по вопросу упразднения поселка.

## Население
| 2002 | 2010 | 2011 | 2012 |
| ---- | ---- | ---- | ---- |
| 5    | ↘0   | →0   | →0   |

По данным Всероссийской переписи, в 2010 году в посёлке не было постоянного населения.